# CADOT
CADOT（カド）は、かつて東京都に存在した洋菓子店。日本人の菓子職人として戦後初めてフランスで修業を積んだ留学生第1号である高田壮一郎（ - 2005年）が、1960年（昭和35年）に開業した。日本のフランス菓子発祥の店、本場フランスの貝型のマドレーヌを日本で初めて販売した店とされ、小説家の川端康成ら、文学者が愛した本格派の洋菓子が食べられる店としても親しまれたが、2017年（平成29年）に閉店した。

## 沿革
創業者の高田壮一郎は、農芸化学を学んでいた折の1951年（昭和26年）、先輩の農学博士から「農芸化学は菓子の材料の知識に役立つ」との勧めで、菓子の卸販売会社を紹介されたことがきっかけとなって、製菓の道に入った。
東京都内の製菓会社で4年半修業した後、1956年（昭和31年）に、菓子修行のためにフランスに渡った。フランスでは、調理学校で製菓を専攻した後、父（高田力蔵）の友人の画家である斎藤哲爾の紹介により、現地で名門とされる製菓・製パン会社「CADOT（カド）」で製菓を学んだ。当時の日本では、洋菓子といえばスポンジケーキの台とバタークリームの組み合わせしかなかったため、フランスでの菓子の種類の多さや、厳選された材料で味を追求した菓子に魅了され、菓子と食にまつわるフランス文化に感嘆した。
約2年半のフランス滞在の後に帰国し、自宅での菓子の試作の末に、それまで日本で主流であったスポンジケーキを一切使用しないプチフールが評判となり、大手の百貨店との取引が開始された。後にフランスのCADOTより屋号の使用を認められたことで、同じ名の店を日本に開業した。この頃もまだ、日本での洋菓子はシュークリームやイチゴのショートケーキ程度の時代であった。開業当初はデパートの得意客用の菓子を作っていたが、口コミで評判となり、当時としては珍しい本場仕込みのフランス菓子として、次第に人気を集めた。本場の洋菓子を紹介する一方で、味付けをさっぱりしたものにしたり、抹茶やアズキなどの素材を取り入れたりして、日本人の味覚に合った洋菓子を作り続けた。1980年頃には支店として、東京都文京区小石川に小石川店が開店した。
高田の洋菓子作りの功績はフランスでも認められ、1994年（平成6年）3月、フランスから農業功労賞を贈られた。同1994年11月には、卓越した技能の持ち主をたたえる「現代の名工」の1人に選定された。高田が2005年（平成17年）に死去した後も、その跡を継いだ2代目社長の急逝後も、高田の生前から製造の一手を引き受けていたシェフパティシエが、味を守り続けた。1960年の創業当時のレシピは、50年後の2010年代まで受け継がれた。
2013年（平成25年）1月17日に小石川店が閉店。次いで本店も、2017年（平成29年）8月に閉店した。小石川店は改装される予定であったが、「老舗の雰囲気を残したい」と願う常連客の1人により、内装をそのまま残し、「ギャラリー・カフェ さくら並木」として営業している。

## 特徴
本場フランスの貝殻型のマドレーヌを日本で初めて販売した店とされる。創業者の高田壮一郎が、フランスの修業時代の友人である小説家の加賀乙彦に「プルーストの小説『失われた時を求めて』に出てくる菓子はどうか」と勧められたことがきっかけとなり、マドレーヌの型をフランスから日本へ持ち帰って作ったことが始まりである。高田の妻によれば、当初は貝殻の型が日本にはなく、フランスから取り寄せていたという。発売当時は、日本では丸いスポンジケーキのものが一般的であったため、「そんなのマドレーヌじゃない」と非難されたというが、後にはこのマドレーヌが店の一番人気の菓子となり、北区の名品三十選にも選出された。また、これをきっかけに、貝型のマドレーヌが日本にも浸透することとなった。マドレーヌは一つずつ手作りで、1日に製造できる個数も限られていたため、遅めの時間は品切れしてしまうこともあった。
この他に、子ブタ型の形でショーケースでも一際目を引くケーキ「コショネ」、創業時から受け継がれた、パンを洋酒とシロップに漬け込んで生クリームと果物を飾った菓子「サヴァラン」、マドレーヌの間にクリームを挟み、バタークリームを使ったプチフール、フルーツケーキなども人気を博した。
CADOTの菓子は、フランスの菓子を日本人向けに改良したことが特徴であった。マドレーヌも、フランスの伝統的な製法では鶏卵、砂糖、小麦粉、バターを均等な割合で混ぜるが、高田は「それとまったく同じでも、必ずしも日本人の味覚には限らない」として、砂糖の一部を蜂蜜に置き換えるなど、日本人好みの湿り気のある菓子に仕上げていた。他にも、湿度の多い日本では淡白な味が好まれるため、チョコレートなどもフランスのものは日本人にとっては味が濃すぎる、季節によって客の嗜好も変化するといった具合に、様々な観点から研究を重ねて、改良が重ねられていた。

## 文学者たちからの評価
創業者の高田壮一郎は、画家の高田力蔵の長男である。高田力蔵は小説家の川端康成と、家族ぐるみで親交があった。高田壮一郎も、フランスでの修行中には仕事でパリを訪れた川端康成と会っており、帰国後に川端は、高田の菓子を試食して絶賛した。
こうした縁で川端は、店の開店時に「パリ帰りの見本の菓子を食べさせてもらった時、その味はひと美しさとは心底から私をよろこばせた」「フランスでも滅多に味へない本格的な良心的な作品」「壮一郎君に私のかけた期待もみごとに酬ひられ」「洋菓子のほんとうを同好の人々に知ってもらへるのは、私の自慢でもある」と自筆の推薦文を寄せた。この推薦文は本店店内に飾られており、店のパンフレットにも掲載されていた。
川端は高田の才能を高く評価し、鎌倉に定住後にはこの店のプチフールやクッキーなどをこよなく好み、ドレンチェリー（砂糖漬けのサクランボ）を用いた菓子には「エロを感じる」と語っていた。クッキーを土産に貰うと、家族に内緒で缶ごと書斎の文机の下に置いて、家族に分けずに一人で味わっていたという逸話もある。
また小説家の三島由紀夫も、食べ物には拘らない主義で、菓子も無名の物を好んでいたが、一方で川端を敬愛していたことから、この店の菓子は好んでおり、川端と共にこの店の常連であった。特にプチガトー（小型のケーキ）を気に入り、店からの配達を頼むほどであった。